# تیم-تیم

تیم-تیم شهری در شهرستان کایائو در استان بازگا در بورکینافاسوی مرکزی است و جمعیت آن ۱۴۴۵ نفر است.